# Yr Atal Genhedlaeth
Yr Atal Genhedlaeth je první sólové studiové album velšského zpěváka Gruffa Rhyse. Vydalo jej v lednu roku 2005 hudební vydavatelství Placid Casual a jeho producentem byl spolu s Rhysem Gorwel Owen. Dále se na albu podílel například trumpetista Edwin Humphreys.

## Seznam skladeb
Autorem všech skladeb je Gruff Rhys, kromě „Chwarae'n Troi'n Chwerw“, jejímž autorem byl Caryl Parry Jones.
| Pořadí | Název                   | Délka |
| ------ | ----------------------- | ----- |
| 1.     | Yr Atal Genhedlaeth     | 0:08  |
| 2.     | Gwn Mi Wn               | 2:33  |
| 3.     | Epynt                   | 1:48  |
| 4.     | Rhagluniaeth Ysgafn     | 2:55  |
| 5.     | Pwdin Ŵy 1              | 1:42  |
| 6.     | Pwdin Ŵy 2              | 3:13  |
| 7.     | Y Gwybodusion           | 1:52  |
| 8.     | Caerffosiaeth           | 2:58  |
| 9.     | Ambell Waith            | 2:22  |
| 10.    | Ni Yw Y Byd             | 3:56  |
| 11.    | Chwarae'n Troi'n Chwerw | 6:04  |